# Hartmut Matthäus
Hartmut Matthäus (* 24. Oktober 1950 in Lübeck) ist ein deutscher Klassischer Archäologe.

## Leben
Nach dem Besuch der Oberschule zum Dom in Lübeck studierte er Klassische Archäologie, Ur- und Frühgeschichte sowie Klassische Philologie in Heidelberg, Gießen und Hamburg. Matthäus wurde 1977 mit der Dissertation Die Bronzegefässe der kretisch-mykenischen Kultur promoviert und war danach wissenschaftlicher Mitarbeiter an der Universität Marburg, der Universität Frankfurt und an der Universität Heidelberg, wo er sich 1988 habilitierte. Im folgenden Jahr erhielt er ein sechsjähriges Heisenberg-Stipendium der Deutschen Forschungsgemeinschaft. Ab 1995 war er zunächst als Vertretungsprofessor, dann als außerplanmäßiger Professor bis 1997 an der Universität Heidelberg tätig. Im Anschluss leitete er ein Teilprojekt der Deutschen Forschungsgemeinschaft an der Universität Mainz über Kulturelle und sprachliche Kontakte, bis er 2001 an der Universität Erlangen als Nachfolger von Christoph Börker C 3-Professor für Klassische Archäologie wurde. Von 2003 bis 2005 leitete er das von der Deutschen Forschungsgemeinschaft geförderte Projekt Die Königsgräber von Tamassos.
2016 wurde er als korrespondierendes Mitglied in die Österreichische Akademie der Wissenschaften gewählt.

## Schriften (Auswahl)
- Die Bronzegefässe der kretisch-mykenischen Kultur. C. H. Beck, München 1980, ISBN 3-406-04002-0 (zugl. Dissertation, Hamburg 1977)
- Zwei mykenische Bronzen in Schweizer Privatbesitz. Vorgeschichtliches Seminar Marburg, Marburg 1979.
- Metallgefässe und Gefässuntersätze der Bronzezeit, der geometrischen und archaischen Periode auf Cypern. C. H. Beck, München 1985, ISBN 3-406-30151-7
- Der Arzt in römischer Zeit 1: Literarische Nachrichten, archäologische Denkmäler (= Schriften des Limesmuseums Aalen. Band 39). Württembergisches Landesmuseum, Stuttgart 1987.
- Der Arzt in römischer Zeit 2: Medizinische Instrumente und Arzneien. Archäologische Hinterlassenschaften in Siedlungen und Gräbern (= Schriften des Limesmuseums Aalen. Band 43). Württembergisches Landesmuseum, Stuttgart 1989.